# غايب (رواية)
الرواية الثانية للكاتبة العراقية بتول الخضيري، صدرت عن المؤسسة العربية للدراسات والنشر في العام 2004،
تدور أحداث الرواية في فترة الحصار والعقوبات الاقتصادية التي فرضت على العراق جراء غزو صدام للكويت عام 1990،
و هي تتناول أحوال عائلات عراقية شاءت أقدارها أن تعيش في شقق سكنية بعمارة وسط بغداد، تتولى دلال سرد الأحداث، وكأنها تعيش لتوثق ما تراه بعينيها بطريقة ساخرة.. وتقارن بين بغداد السبعينات في زمن الخير، وما آلت إليه بعد الحروب والحصار..